# Иво Пилар
Иво Пилар (Загреб, 19. јун 1874 — Загреб, 3. септембар 1933) био је хрватски историчар, политичар, публициста и правник, сматра се утемељивачем хрватске геополитике. Његова књига Јужнословенско питање је суштинско дјело о јужнословенским геополитичким питањима.

## Биографија

### Младост и рана каријера
Иво Пилар је рођен у Загребу 19. јуна 1874. у породици које поријеклом води из Чешке. Пилари су се доселили у Брод на Сави (данашњи Славонски Брод). Ту се родио његов отац Ђуро Пилар, академик, универзитетски професор, геолог и палеонтолог, и стриц Мартин Пилар, угледни архитекта. Мајка Клементина, била је ћерка Ђуре Црнадка, предузетника и културног радника (саоснивач Матице илирске, Југословенске академије знаности и умјетности и Свеучилишта у Загребу).
У Загребу је похађао пучку школу. Класичну гимназију је завршио у Загребу 1893. године. На Високој школи за спољну трговину у Бечу је завршио једногодишњи течај. Студиј права је завршио у Бечу, а на париском правном факултету је слушао предавања којима је заокружио образовање. Поново се враћа у Беч, гдје докторира, а свечана промоција се одржава 14. јула 1899. године. Послије студија кратко је радио као секретар у корпорацији за жељезну индустрију, одакле одлази у Сарајево.
У Сарајеву постаје секретар директора Земаљске привредне банке. Био је један од идеолога хрватске модерне. Приступио је Колу хрватских књижевника, које се од 1900. окупљало око Силвија Страхимира Крањчевића. Своје студије и чланке је објављивао у часопису Нада и у појединим загребачким књижевним часописима. Не задржава се дуго у овој служби и прихвата посао службеника при Судском столу у истом граду и адвокатског перовође од 1901. године.

### Адвокатура у Тузли
У Тузлу долази 1905. и отвара адвокатску писарницу.  Ту је развио је јаку правничку и хрватску дјелатност, а у граду остаје до прољећа 1920. године. Показује све веће интересовање за дешавања у Босни и Херцеговини, нарочито положај Хрвата и активно се укључује у политички живот, с увјерењем да хрватска политика мора дјеловати одлучније у заштитити интереса Хрвата у БиХ. Био је један од оснивача Хрватске народне заједнице 1906, правашке политичке странке у БиХ. У фебруару 1908. постаје члан Средишњег одбора ХНЗ и предсједник Окружног одбора ХНЗ Доња Тузла.
Као адвокат је заступао Земаљску банку, Прву хрватску штедионицу и њене афилације у БиХ, као и велике фабрике у округу. Прилагодио је Општи аустријски грађански законик приликама у БиХ. Објављује брошуру Надбискуп Штадлер и Хрватска народна заједница, која није добро прихваћена у црквеним круговима, па долази до политичког разилажења између врхбосанског надбискупа и њега. У брошури наводи да католицизам има несумњиво изузетну улогу у очувању националног идентитета Хрвата у БиХ, али сматра да постоје одређене разлике између интереса народа Цркве као институције. За разлику од надбискупа Штадлера, Пилар је заговарао интерконфесијални приступ у хрватском политичком организовању, тј. да католици и муслимани сарађују, док је Штадлер инсистирао да само католици буду чланови хрватских политичких организација. У брошури наводи да се изједначавањем хрватства и католицизма, одбијају муслимани и тако слаби хрватство.
До поновног зближавања Пилара и Штадлера дошло је када су се почетком 1912. представници Муслимана и Срба у Босанскохерцеговачком сабору успротивили повезивању БиХ са Хрватском—Славонијом. Муслимански представници у Сабору су одбацили план ХНЗ. План је предвиђао стварање хрватског католичко-муслиманског политичког блока, који би се супротставио настојањима Срба да се отцијепе од Аустроугарске и припоје Србији. Умјесто повезивању са Хрватском—Славонијом, српски и муслимански представници у Сабору изјаснили су се за аутономију БиХ. Штадлер и Пилар су уско сарађивали све до краја 1918, снажно утицавши на политичко обликовање Хрвата у БиХ почетком 20. вијека.
Пилар је заједно са колегом адвокатом Виктором Јанкјевичем 1913. основао Хрватски дом у Тузли. Послије атентата на Франца Фердинанда 28. јуна 1914. организовао је протесте против завјереника и позвао је грађана на физички обрачун са противницима Двојне монархије. Први свјетски рат га је затекао у Тузли и упркос многим Хрватима који су очекивали распод Двојне монархије, Пилар је сматрао да је она једини јамац останка хрватства и да је треба сачувати у реформисаном облику. Под псеудонимом др Јуричић објавио је студију Свјетски рат и Хрвати. Покус оријентације хрватског народа још прије свршетка рата у Загребу 1915. године. Закључује да хрватска политичка елита лута, неспособна да се снађе у најновијим догађајима, и умјесто да јасно формулише циљеве и програм борбе Хрвата у Свјетском рату, иницијативу препушта Србима.
Мобилисан је 1917. године. По објави Мајске декларације у Бечу, хрватски корпус у БиХ се подијелио. На једној страни су се нашли босански фрањевци, а на другој Пилар, надбискуп Штадлер и остали противници Декларације. Пилар је у то вријеме постао уредник Хрватског дневника, најважнијег хрватског политичког гласник у БиХ.
Развој догађаја на југу Двојне монархије одвијао се противно Пиларовим жељама и увјерењима, па у Сарајеву 1918. објављује књигу „Политички земљопис хрватских земаља. Политичка студија”, којом су постављени темељи хрватске геополитике. Пилар у овом дјелу истиче да се хрватске земље од 1908. (од Анексионе кризе) налазе у саставу једне и јаке државе, која гарантује хрватски опстанак.
У прољеће 1918. Пилар се приближио франковцима у Сарајеву и у њиховом гласнику -Kroatische Rundschau}- је објавио три важна рада.

### Посљедње године и смрт
Био је противник позиционирања Хрватске на Балкан, а распадом Аустроугарске и настанком јужнословенске државе за Пилара су наступили тешки дани. Нова власт се крајем 1918. хтјела обрачунати с њим као присталицом Аустроугарске. Тузлу је напустио 1920. и вратио се у Загреб. Под политичким притиском је затворио адвокатску канцеларију у Тузли 1921. године.
У Загребу је процесуиран заједно са Миланом Шуфлајом. У процесу Пилар је био оптужен за шпијунажу, а осуђен је 1921. на условну казну од годину дана.
Наставио је писати, објављујући стручна, научна, на прву неполитичка дјела с поља филозофије и историје (нпр. о богумилству), али и низ геополитичких, политолошких и социолошких студија. У Берлину фебруара 1933, под псеудонимом Флоријан Лигтрагер (Цвјетко Свјетлоноша), објавио је расправу на њемачком „Увијек изнова Србија: Судбоносни тренутак Југославије” (њем. Immer wieder Serbien: Jugoslawiens Schicksalsstunde). Књигу су југословенске власти одмах забраниле.
Недуго послије објављивања ове расправе Пилар је пронађен мртав у стану. Београдска штампа је тврдила да је ријеч о самоубиству, али отворен прозор у стану и чињеница да Пилар није посједовао оружје, његову смрт чинило је сумњивом. И данас постоје двије теорије о његовој смрти: прва, да је Пилар био толико депресиван због југословенске диктатуре да се убио; друга, да су га убили српски тајни агенти као и друге хрватске патриоте као Милана Шуфлаја 1931. године.
Иво Пилар је сахрањен на загребачком градском гробљу Мирогој. Институт друштвених наука у Загребу је назван по њему.